# Song of the New Heart
Song of the New Heart é o primeiro álbum de Mazgani. Foi publicado em 2007, pela editora/gravadora Naked Records & Independent Records.
É um álbum de música indie, constituído por 13 faixas e integralmente cantado em inglês. Todas as músicas têm letra de Shahryar Mazgani, exceto as faixas: "Song of the old mother"  (poema de W. B. Yates) e "How sweet I roam'd from field to field" (W. Blake). A música Somewhere Beneath This Sky, ganhou o terceiro prémio do International Songwriting Competition de Nashville.

## Faixas
1. Song of the New Heart
2. Let Your Lips Blossom in a Kiss
3. Somewhere Beneath This Sky
4. Bring Your Love
5. Song of the Old Mother
6. Crazy Wind
7. She Said Dive
8. Unageing Games
9. How Sweet I roam'd from Field to Field
10. Strong & Holly
11. The Night Defeats the Heart
12. These Stones Used to Be
13. Lay Down

## Créditos
- Voz, guitarra acústica e guitarra eléctrica: Shahryar Mazgani
- Guitarra eléctrica: Sérgio Mendes
- Baixo: Reinaldo Pinhão
- Teclados: Hugo Novo
- Produzido, misturado e masterizado por Rui David, no Estúdio RD
- Fotografia e design da capa do CD: Joana Linda
- O poema "Song of the Old Mother" foi autorizado pela AP Watt LMTD em nome de Grannie Yeats.